# Union des Républiques arabes

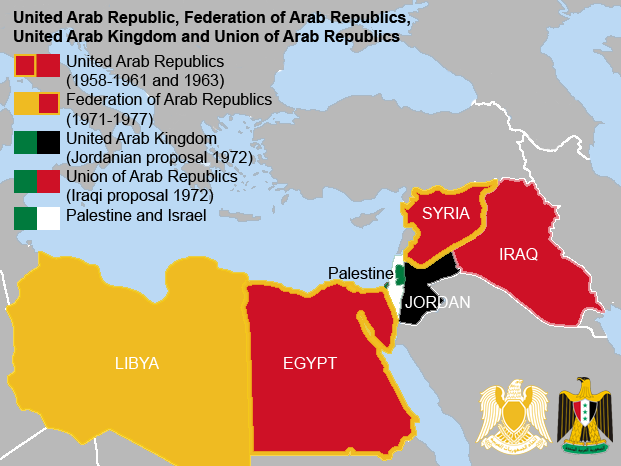
Union des Républiques arabes

1971–1984
L'Union des Républiques arabes (en arabe : اتحاد الجمهوريات العربية (ittiḥād al-jumhūriyyāt al-ʿarabiyya)) était une fédération proposée en 1971 qui devait regrouper la République arabe libyenne, la République arabe d'Égypte et la République arabe syrienne. Malgré la signature d'un accord prévoyant la fusion des trois pays, le projet a subi un coup d'arrêt dès 1973 et n'a plus existé que sur le papier jusqu'à sa dissolution officielle en 1984.

## Historique
Mouammar Kadhafi tente, dès sa prise de pouvoir en Libye en septembre 1969, de mettre en pratique les principes du panarabisme, avec pour but proclamé d'unir la « nation arabe ». Dans un premier temps, le panarabisme du projet d'union se mêle au panafricanisme : le 27 décembre 1969, la Libye signe avec l'Égypte de Gamal Abdel Nasser et le Soudan de Gaafar Nimeiry une « charte révolutionnaire », dite également « Pacte de Tripoli », qui lance un projet de fédération, défini comme une « alliance révolutionnaire dont le but est de déjouer les intrigues impérialistes et sionistes ». Nasser meurt moins d'un an plus tard, en septembre 1970, mais son décès ne freine pas le projet, qui recueille l'assentiment du nouveau président égyptien Anouar el-Sadate. En février 1971, Hafez el-Assad arrive au pouvoir en Syrie, et s'associe bientôt au projet d'union panarabe, qui avait déjà tourné court une première fois en 1961 avec la fin de la République arabe unie (1958-1961) unissant la Syrie et l'Égypte. La situation politique intérieure instable du Soudan amène par contre ce pays à renoncer à participer à l'union. L'Irak, alors présidé par Ahmed Hassan al-Bakr (1914-1982), est un temps envisagé comme partenaire, mais écarté pour la même raison que le Soudan.

### Fondation

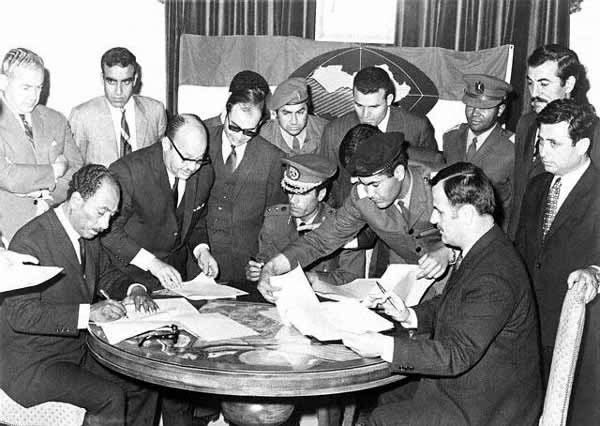
Anouar el-Sadate, Mouammar Kadhafi et Hafez el-Assad signant l'accord de fédération en 1971.

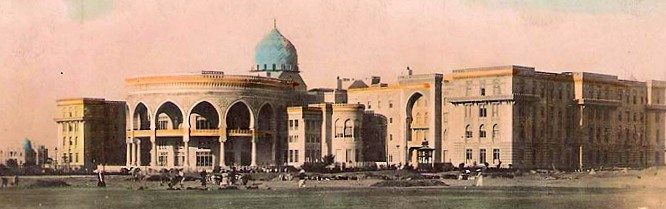
Le palais d'Héliopolis, siège de l'Union à partir de 1972.

Le 17 avril 1971, l'Union des Républiques arabes, regroupant l’Égypte, la Libye et la Syrie, est proclamée lors d'une conférence à Benghazi. L'Union des Républiques arabes est alors censée disposer d'une capitale, d'un drapeau unique ainsi que d'organes politiques communs (parlement fédéral, président), et d'une diplomatie et d'une armée communes : de 1972 à 1977, la Libye ajoute ainsi à son drapeau un faucon  d'or  (dit « de Quraych ») au centre, saisissant avec ses griffes un ruban portant l'inscription Union des Républiques Arabes (en arabe : اتحاد الجمهوريات العربية (ittiḥād al-jumhūriyyāt al-ʿarabiyya)). Le drapeau est le même que celui de l'Égypte et de la Syrie (de 1971 à 1980). Il ne se distingue des deux autres que par une petite cartouche sous le faucon portant le nom de l'État : République Arabe de Libye. Le 1er septembre de la même année, à la date anniversaire du coup d'État libyen, un référendum organisé simultanément dans les trois pays approuve le projet. Le 2 août 1972, voulant aller plus loin dans l'unité, obtient de Sadate un accord prévoyant l'« union totale » entre l'Égypte et la Libye avant le 1er septembre 1973 : la Syrie n'est plus mentionnée dans cet aspect de l'accord,.

### Éloignement de l'Égypte
Rapidement, le président égyptien Anouar el-Sadate, inquiet des surenchères de Kadhafi et dubitatif devant la personnalité du dirigeant libyen qu'il tend à considérer comme un « déséquilibré », choisit de s'éloigner de la fédération. Impatient devant les réticences manifestes de l'Égypte, Kadhafi lance, le 18 juillet 1973, une « marche de l'unité », à laquelle participent environ 50 000 Libyens, qui partent de la frontière entre la Libye et la Tunisie et doivent aller jusqu'au Caire : la marche est finalement bloquée à la frontière égyptienne, en n'ayant foulé que quelques kilomètres du sol égyptien,. Kadhafi menace de quitter ses fonctions en cas de refus égyptien, mais Sadate le prend au mot et l'engage à assumer ses responsabilités, lui rappelant la caducité des accords en cas de défaillance de l'un des signataires ; Kadhafi doit alors se plier aux conditions de Sadate et opter pour une union « par étapes ». Sadate reçoit une délégation des participants à la « marche de l'unité », qui lui remettent une pétition écrite avec leur sang. Le président égyptien évite de polémiquer, déclarant que la Libye est une « extension naturelle » de l'Égypte, mais rappelant dans le même temps les liens entre son pays et la Syrie, qu'il privilégie désormais en tant qu'allié. Sadate s'éloigne désormais implicitement du projet et réoriente le centre de gravité politique de l'Égypte vers le Proche-Orient. La volte-face égyptienne est entre autres due aux pressions du roi Fayçal Ier d'Arabie saoudite. Sadate reçoit par la suite Kadhafi, à qui il fait accepter des mesures d'union sans portée réelle (assemblée constituante, unité monétaire commune, le dinar arabe, et zone franche frontalière) bien modestes en regard des ambitions du dirigeant libyen.

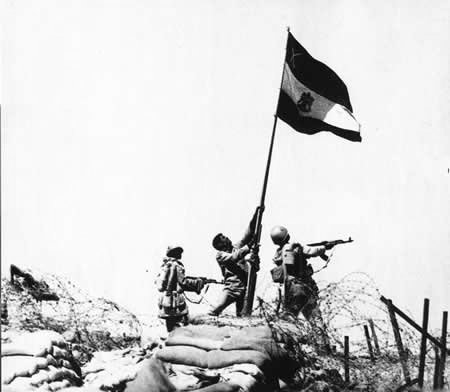
Levée du drapeau de l'armée égyptienne dans le Sinaï durant la guerre du Kippour en 1973.

Les relations entre la Libye et l'Égypte se détériorent ensuite, Kadhafi appréciant peu de ne pas être associé à la guerre du Kippour en octobre 1973, ni même informé de l'offensive contre Israël. Dans le même temps, Kadhafi cherche de nouveaux débouchés unitaires, d'abord avec l'Algérie, puis avec la Tunisie, manquant de concrétiser une Union tuniso-libyenne qui tourne court du fait du retrait de Habib Bourguiba.  Déçu par l'échec de ses projets unitaires, et souhaitant donner à son régime une nouvelle impulsion « révolutionnaire », Mouammar Kadhafi lance à partir de 1973 son projet de Jamahiriya, qui se concrétise en mars 1977, adoptant un mode de gouvernement inédit dans la région. Entretemps, l'Égypte manœuvre pour isoler la Libye : en 1976, un accord tripartite contre la Libye est signé avec l'Arabie saoudite et le Soudan, alors en pleine brouille avec la Libye. En juillet 1977, un bref conflit frontalier éclate entre l'Égypte et la Libye. Les services secrets égyptiens, alors sous la responsabilité effective du vice-président Hosni Moubarak soutiennent, en collaboration avec le SDECE français, la formation au Caire d'un gouvernement en exil d'opposants à Kadhafi. Les hostilités égypto-libyennes cessent au bout de trois jours grâce aux bons offices de Yasser Arafat et de Houari Boumédiène,,. Les rapports exécrables entre la Libye et l'Égypte empirent encore lors de la signature par Sadate des accords de Camp David avec Israël, en septembre 1978. Deux mois plus tard, les accords internationaux entre l'Égypte et la Libye sont dénoncés. En septembre 1980, un nouveau projet d'union entre la Libye et la Syrie est annoncé, mais ne se concrétise pas. 
L'Union des Républiques arabes continue néanmoins d'exister en théorie, mais demeure en sommeil jusqu'en octobre 1984, date à laquelle le retrait unilatéral de l'Égypte entraîne sa fin officielle.